# Herbert I. Leeds
Pour les articles homonymes, voir Leeds (homonymie).
Herbert I. Leeds est un réalisateur et monteur américain né en 1900 à New York, New York (États-Unis), décédé en 1954.

## Biographie
Entre 1941 et 1942, il réalise quatre des sept films consacré aux aventures du détective privé Mike Shayne et produite par la 20th Century Fox avec Lloyd Nolan dans le rôle principal.

## Filmographie

### Comme réalisateur
- 1938 : Love on a Budget
- 1938 : Island in the Sky (en)
- 1938 : Mon oncle d'Hollywood (Keep Smiling)
- 1938 : Five of a Kind (en)
- 1939 : The Arizona Wildcat
- 1939 : Monsieur Moto en péril (Mr. Moto in Danger Island)
- 1939 : Le Retour de Cisco Kid (Return of the Cisco Kid)
- 1939 : Chicken Wagon Family
- 1939 : Charlie Chan in City in Darkness (en)
- 1939 : The Cisco Kid and the Lady (en)
- 1940 : Yesterday's Heroes (it)
- 1940 : Romance of the Rio Grande
- 1941 : Le Roméo errant (en) (Ride on Vaquero)
- 1942 : Blue, White and Perfect
- 1942 : The Man Who Wouldn't Die
- 1942 : Le Témoin disparu (Just Off Broadway)
- 1942 : Manila Calling (en)
- 1942 : Time to Kill
- 1946 : It Shouldn't Happen to a Dog (en)
- 1948 : Let's Live Again
- 1950 : Bunco Squad (en)
- 1950 : Father's Wild Game

### comme monteur
- 1932 : Two Against the World (en)
- 1932 : Week-End Marriage de Thornton Freeland
- 1933 : La Vie de Jimmy Dolan (The Life of Jimmy Dolan)
- 1933 : The Narrow Corner
- 1934 : Madame du Barry
- 1934 : Gentlemen Are Born